# Zip Zip
Zip Zip è una serie animata francese prodotta dalla GO-N Productions e trasmessa in Francia su France 3 e in Italia su Disney XD.

## Trama
Washington la volpe, Sam il cinghiale, sua sorella Eugenie e Suzie il merlo decidono di lasciare nella fauna selvatica e vivere in città. Indossano costumi di animale: Washington veste da cane, Sam veste da gatto, Eugenie veste da coniglio e Suzie veste da canarino, evitando di essere visti da umani come animali selvatici e rischiati catturando dal controllo degli animali. Vanno nella loro casa posando e adottando dai Livingstone come animali domestici comuni, così vivono con la loro gatta Victoria.

## Doppiaggio
| Personaggio         | Doppiatore originale | Doppiatore italiano |
| ------------------- | -------------------- | ------------------- |
| Victoria            | Diane Dassigny       | Marcella Silvestri  |
| Washington          | Gauthier Battoue     | Gianluca Iacono     |
| Sam                 | Benoît Dupa          | Davide Fumagalli    |
| Eugenie             | Camille Donda        | Cinzia Massironi    |
| Suzie               | Charlyne Pestel      | Jasmine Laurenti    |
| signora Livingstone | Natacha Muller       | Dania Cericola      |
| signor Livingstone  | Nessym Guetat        | Giorgio Bonino      |

## Personaggi
- Washington: una volpe maschio che si veste da cane.
- Sam: il fratello maggiore di Eugenie, un cinghiale maschio che si veste da gatto.
- Eugenie: la sorella minore di Sam, un cinghiale femmina che si veste da coniglio.
- Suzie: un merlo femmina che si veste da canarino.
- Victoria: una gatta siriana.
- I Livingstone: i padroni dei cinque animali domestici.